# Tremeirchion
Tremeirchion ( in lingua gallese: Dymeirchion; in passato : Lleweni) è un piccolo paese del Regno Unito, nella contea di Denbighshire, nel Galles settentrionale.
Tremeirchion si trova lungo la strada B5429, a nord est di Denbigh e ad ovest di St Asaph.
Il territorio della cittadina è appartenuto, fino alla prima metà del XX secolo, alla famiglie Salusbury e ai baronetti Cotton. L'economia era essenzialmente agricola. Attualmente (2010) non possiede nessun negozio o nessun'altra attività commerciale e, con l'eccezione di una piccola scuola elementare e del St. Beuno's College dei gesuiti, nessun servizio degno di nota.
Tremeirchion divenne famosa alla fine del XIX secolo per il rinvenimento, nel suo territorio, di alcune ossa di dinosauro. A Tremeirchion sono morti la scrittrice Hester Lynch Piozzi e suo marito, il musicista Gabriele Mario Piozzi, seppelliti nella chiesa del Corpus Domini.

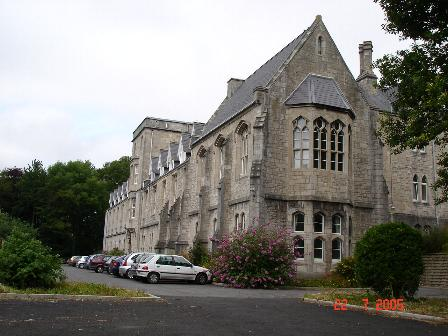
College di St. Beuno
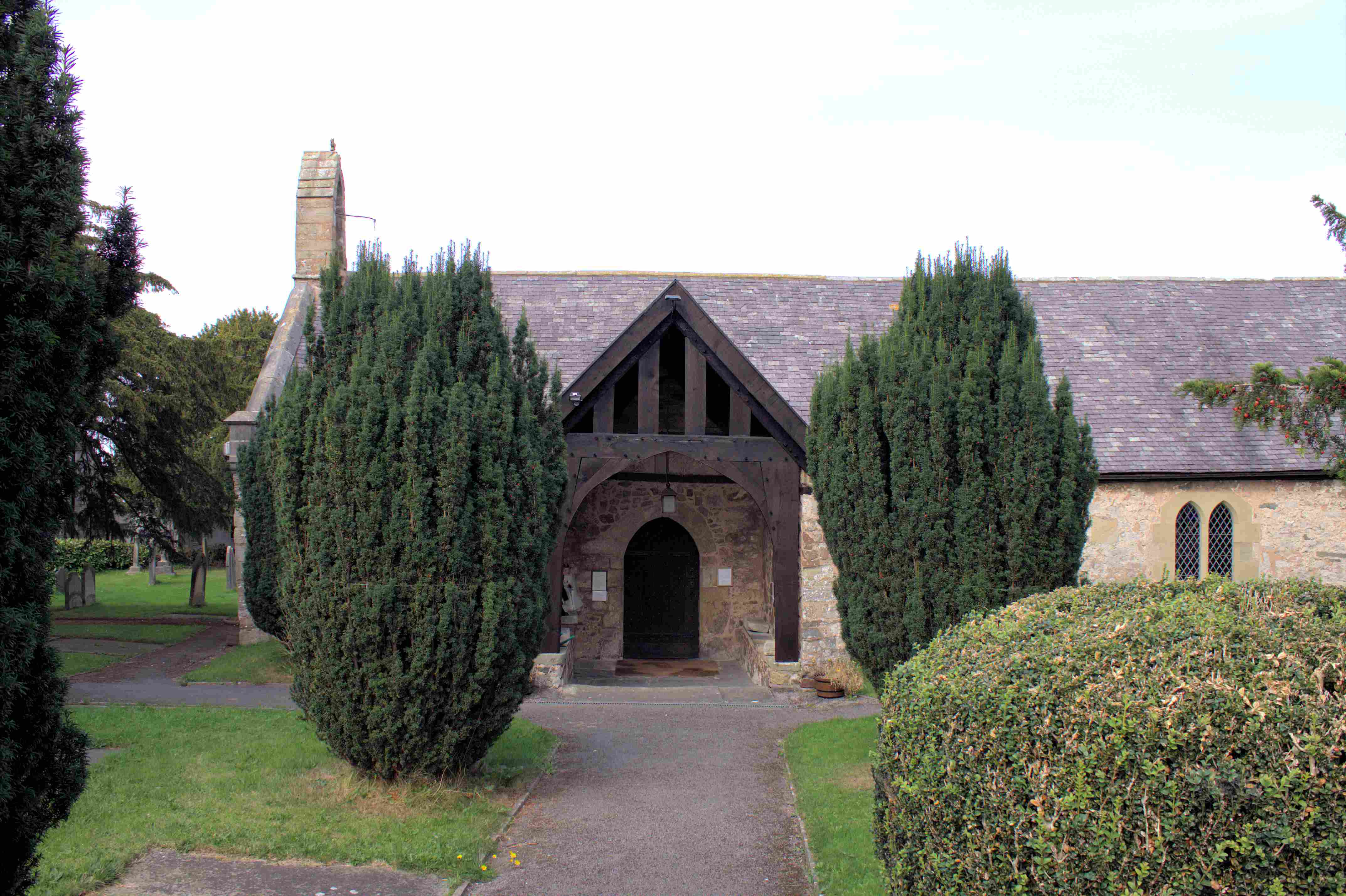
Corpus Christi
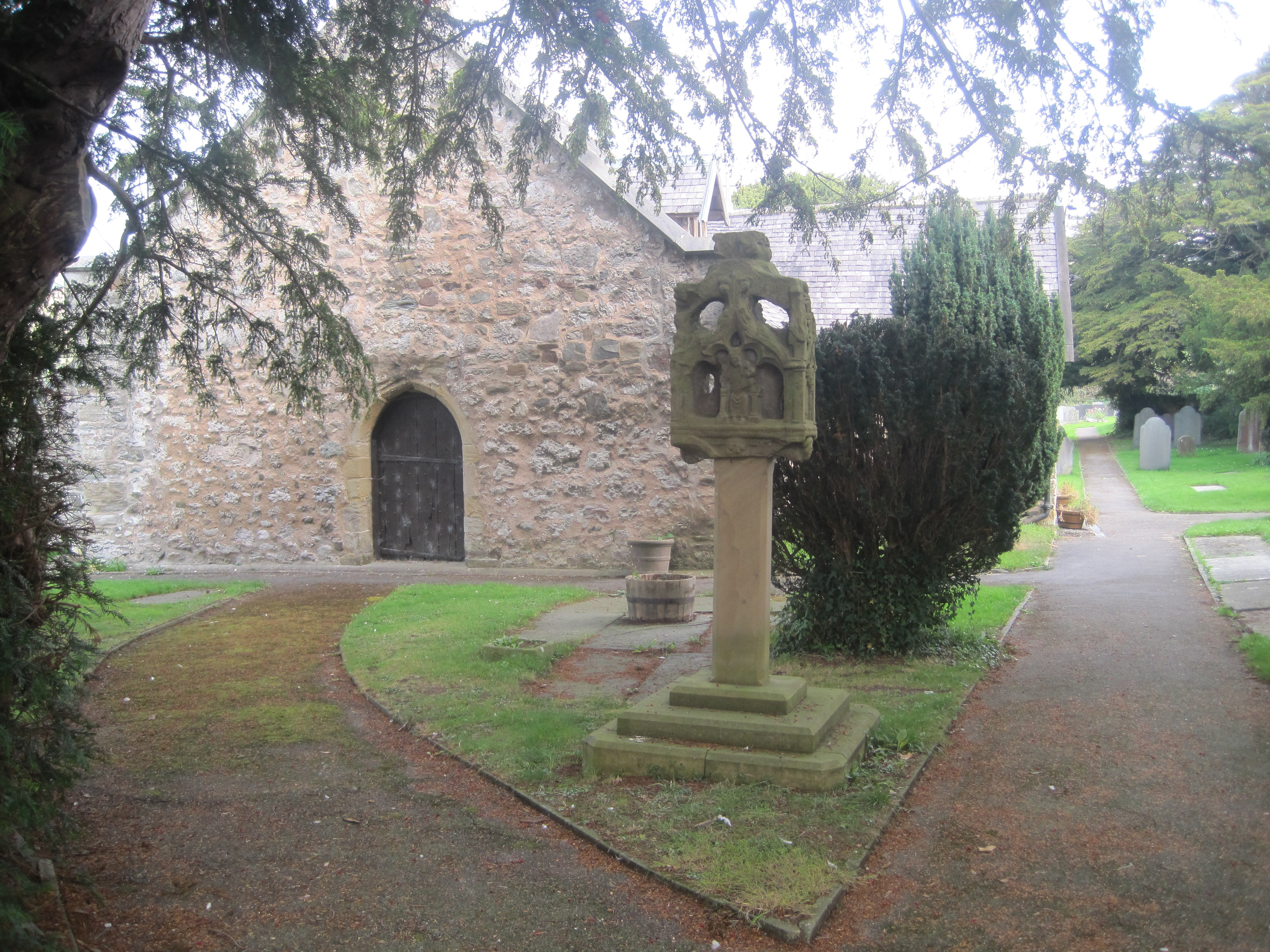
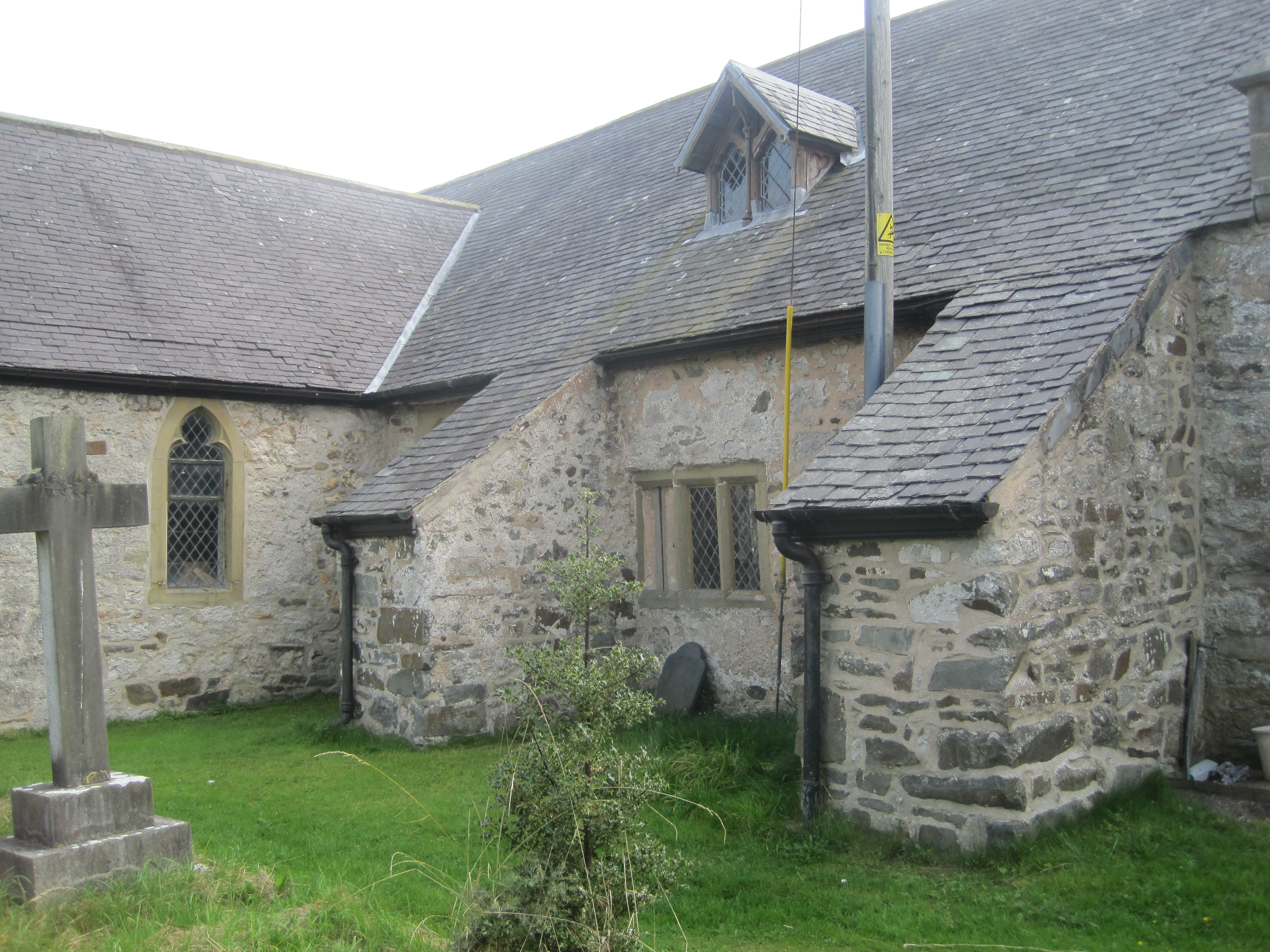
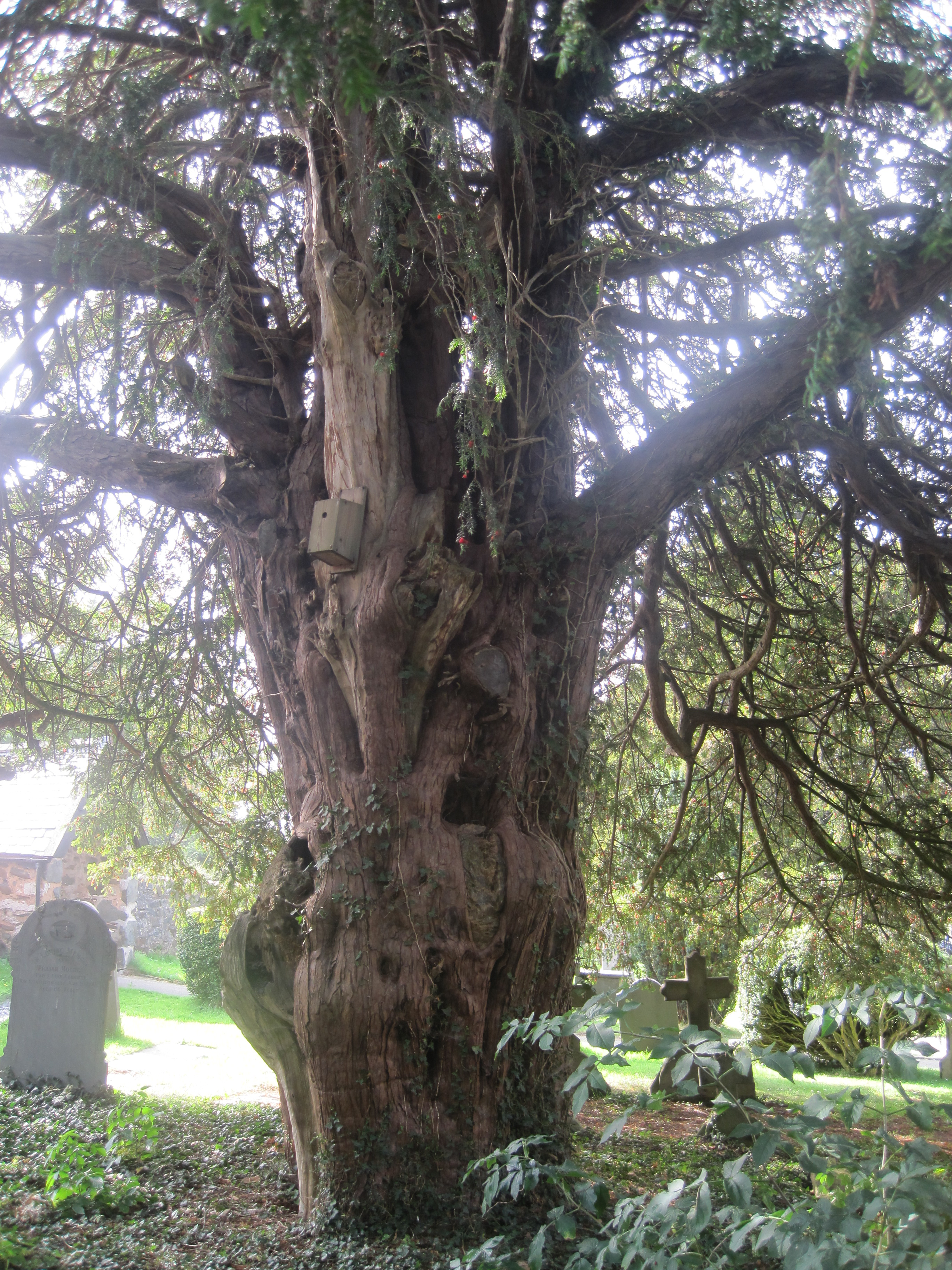
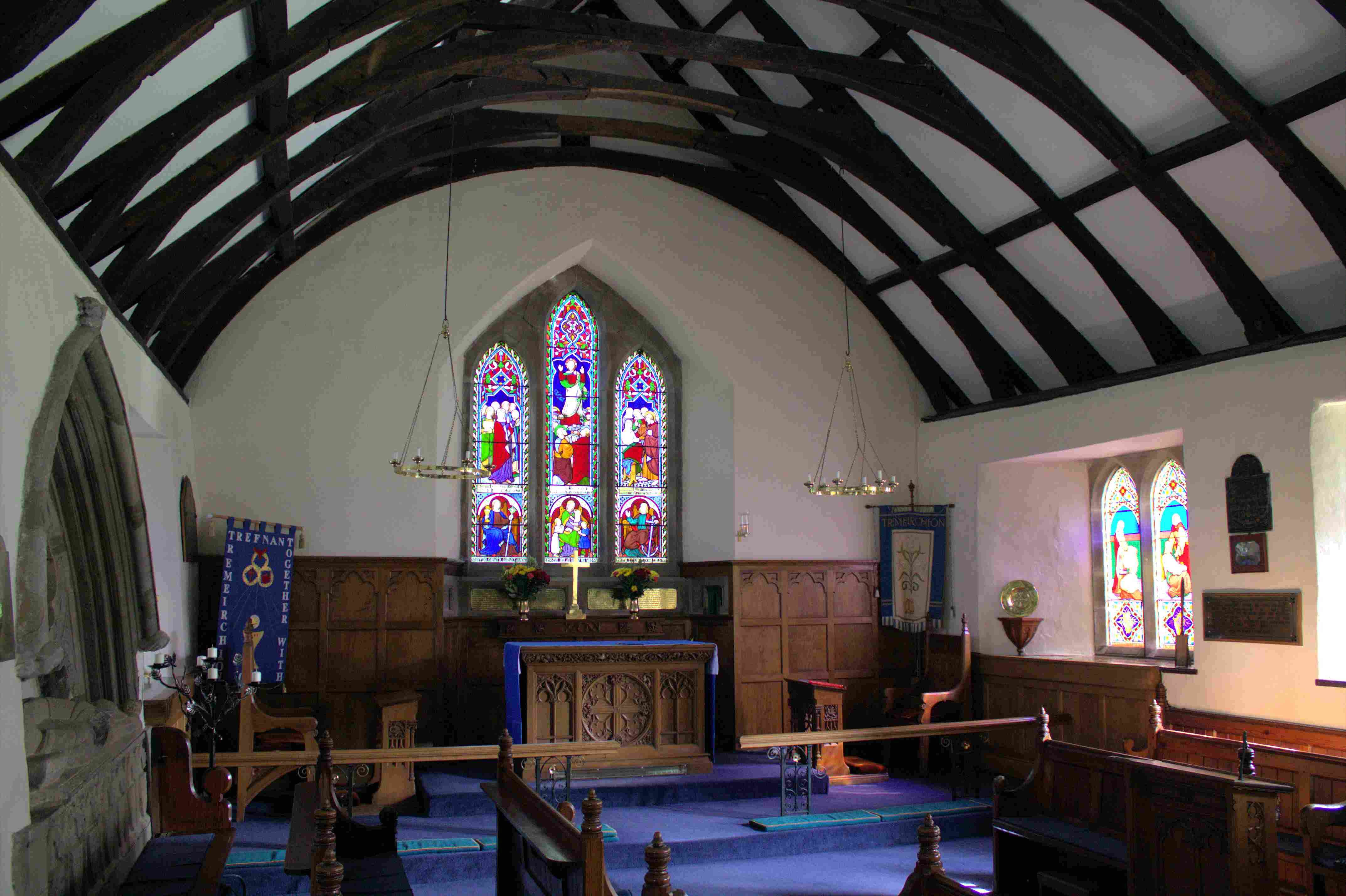
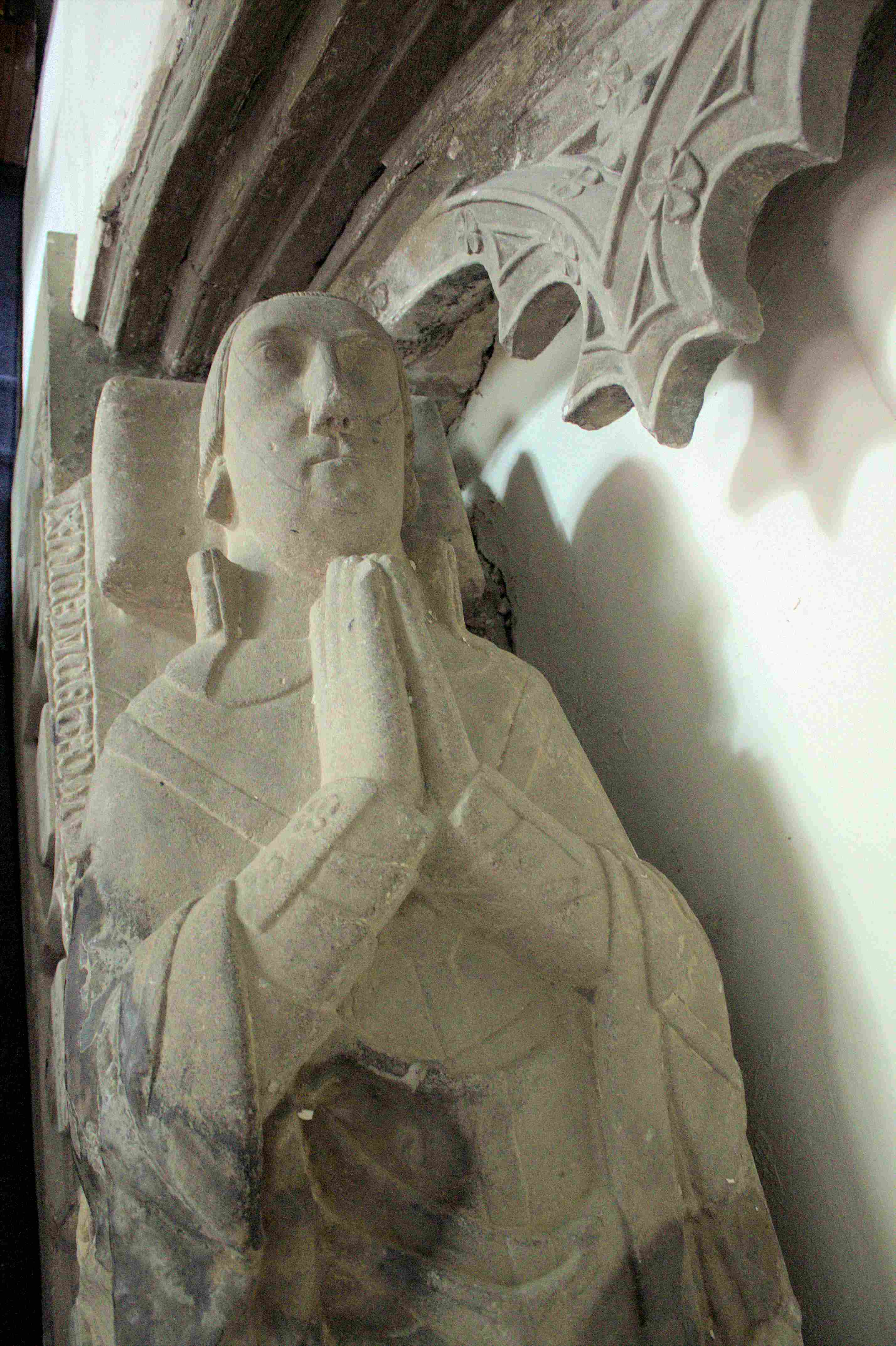
Dafydd ap Hywel ap Madog